# جدجد شجري تكساني
جدجد شجري تكساني (الاسم العلمي: Oecanthus texensis) هو نوع من الحشرات يتبع جنس الجدجد الشجري من فصيلة الجداجد الحقيقية.